# Абадьяно
Абадьяно (исп. Abadiano, баск. Abadiño, кат. Abadiño) — муниципалитет в Испании, входит в провинцию Бискайя в составе автономного сообщества Страна Басков (автономное сообщество). Муниципалитет находится в составе района (комарки) Дурангесадо. Занимает площадь 36,26 км². Население — 7233 человека. Расстояние до административного центра провинции — 34 км.
На территории муниципалитета обнаружены свидетельства обитания человека, относящиеся к раннеисторическим временам. В XVI веке наблюдался расцвет многочисленных литейных мастерских, некоторые из которых функционировали до начала XX в.
В промышленности (металлургия, машиностроение, химическая отрасль) занято 60 % населения муниципалитета, в сфере услуг — 37 %.

## Достопримечательности
- Башня Мунсарас, создание которой относится к IX в.  Реконструирована в 1590 г., когда была построена колонная галерея в тосканском стиле. Имеет форму пятиэтажного куба. Использовалась в разнообразных хозяйственных целях.
- Святилище Святого Антония, представляющее собой место совершения религиозных культов ранних христиан. Здесь же расположено несколько экспозиций, посвящённых старинным профессиям. В окрестностях данной местности, в соответствии с баскскими поверьями, находится жилище главной богини-матери Мари.
- Церковь Сан Торкуато Мортир, относящаяся к позднеготическому стилю (XV в., колокольня — XVIII в.) с алтарными украшениями в стилях барокко и рококо.
- Дом Астола, бывший в XVI—XIX вв. местом расположения архива и тюрьмы.
- Кладбище, построенное в 1854 г. и представляющее собой одно из самых значимых кладбищ Бискайи в стиле неоклассицизма.

## Фотографии

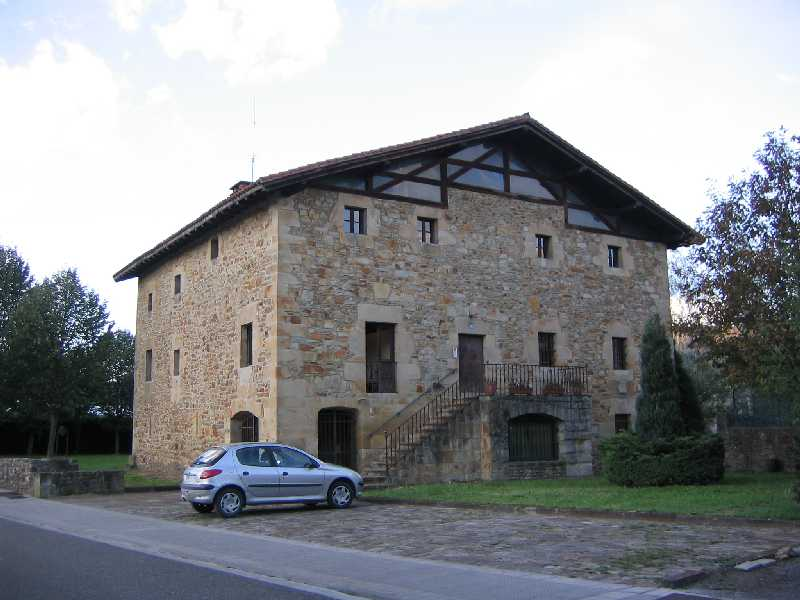
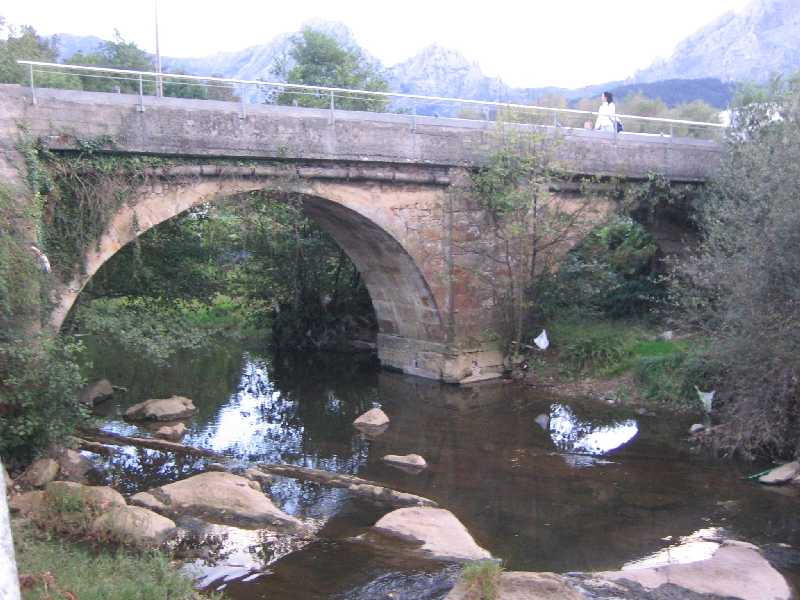
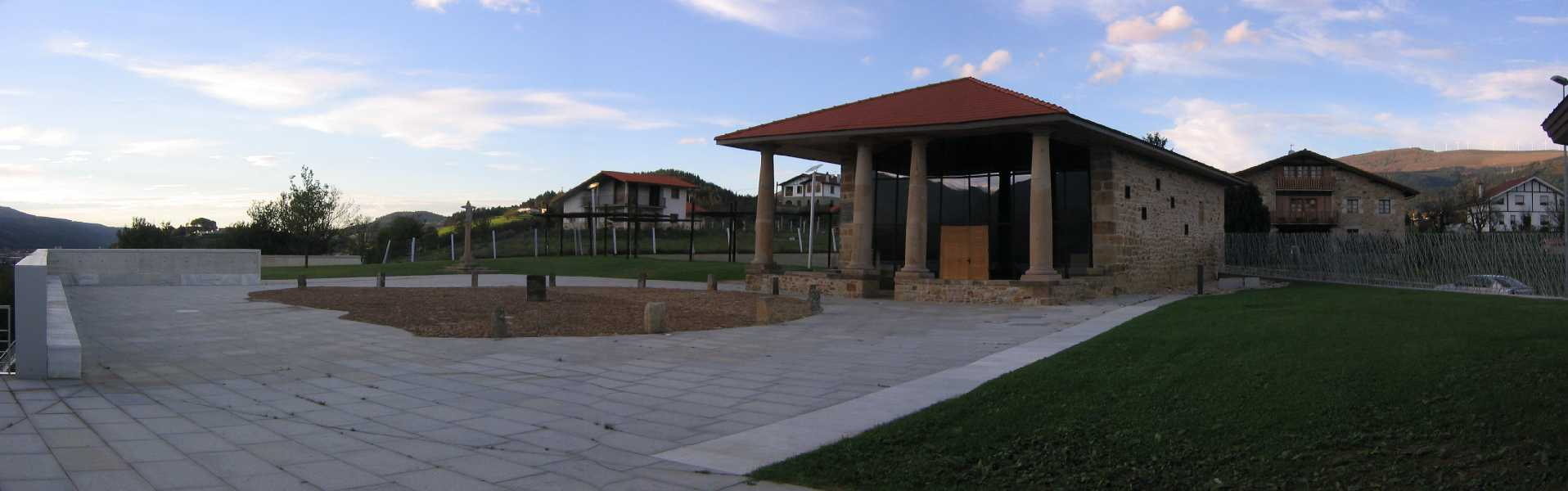
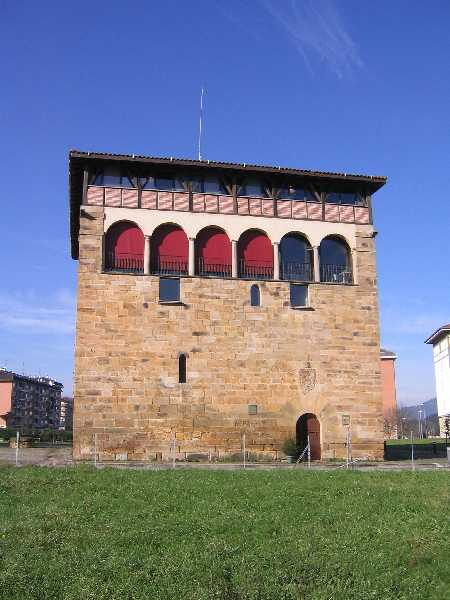
Башня Мунсарас

## Население
| Год  | Численность | Численность   |
| ---- | ----------- | ------------- |
| 2001 | 6841        | [ 3 ]         |
| 2002 | 6954        | [ 4 ]         |
| 2004 | 7031        | [ 5 ]         |
| 2005 | 7129        | [ 6 ]         |
| 2006 | 7163        | [ 7 ]         |
| 2007 | 7140        | [ 8 ]         |
| 2008 | 7197        | [ 9 ]         |
| 2009 | 7260        | [ 10 ]        |
| 2010 | 7310        | [ 11 ]        |
| 2011 | 7312        | [ 12 ]        |
| 2012 | 7385        | [ 13 ]        |
| 2013 | 7458        | [ 14 ]        |
| 2014 | 7504        | [ 15 ]        |
| 2015 | 7516        | [ 16 ]        |
| 2016 | 7533        | [ 17 ] [ 18 ] |
| 2017 | 7522        | [ 19 ]        |
| 2018 | 7533        | [ 20 ]        |
| 2019 | 7599        | [ 21 ]        |
| 2020 | 7658        | [ 22 ]        |
| 2021 | 7618        | [ 23 ]        |
| 2022 | 7708        | [ 24 ]        |
| 2023 | 7708        | [ 25 ]        |
| 2024 | 7742        | [ 2 ]         |